# The Sun Over Green Hills
"The Sun Over Green Hills" er en sang skrevet af det danske elektro-rock-band Dúné. Det er tredje og sidste single fra gruppens tredje studiealbum Wild Hearts fra 2013. The Sun Over Green Hills udkom som single den 13. maj 2013, tre måneder efter at albummet blev udgivet i Danmark. Singlen udkom på pladeselskabet Playground Music / Iceberg Records. B-siden indeholdte en akustisk version af forrige single "All That I Have.
Musikvideoen til singlen udkom den 8. juli 2013, og er instrueret af Botan Christensen og Jasper Carlberg.

## Modtagelse
Berlingskes anmelder Jeppe Krogsgaard Christensen gav selve albummet fire stjerner og nævnte "The Sun Over Green Hills" med ordene: 
| Citat | I dag synes ambitionen blot at være at forløse sangene så godt som muligt, og det resulterer ikke mindst i et par hypermelodiøse og smukke sange, nemlig »Last Soldiers« og »The Sun Over Green Hills«, hvor øret ikke mindst glædes over Mattias Kolstrup. | Citat |
|       | |       |

Anmelder Kristian Bach Petersen fra musikbladet Gaffa gav fem ud af seks stjerner for hele Wild Hearts, og mente: 
| Citat | ...den mere dæmpede og følelsesladede The Sun Over Green Hills bør også fremhæves blandt albummets bedste. | Citat |
|       | |       |

## Produktion
Sangen blev ligesom resten af Wild Hearts indspillet i "Der Raum" i bandets daværende hjemby Berlin.

### Personel

#### Musikere
- Sang: Mattias Kolstrup
- Kor: Ole Björn Sørensen
- Keyboards: Ole Björn Sørensen
- Guitar: Danny Jungslund
- Bas: Piotrek Wasilewski
- Trommer: Morten Hellborn

#### Produktion
- Producer: Ole Bjórn og Dúné
- Mixer: Kevin Paul
- Komponist: Dúné
- Tekst/forfatter: Mattias Kolstrup